# John D. Baldeschwieler

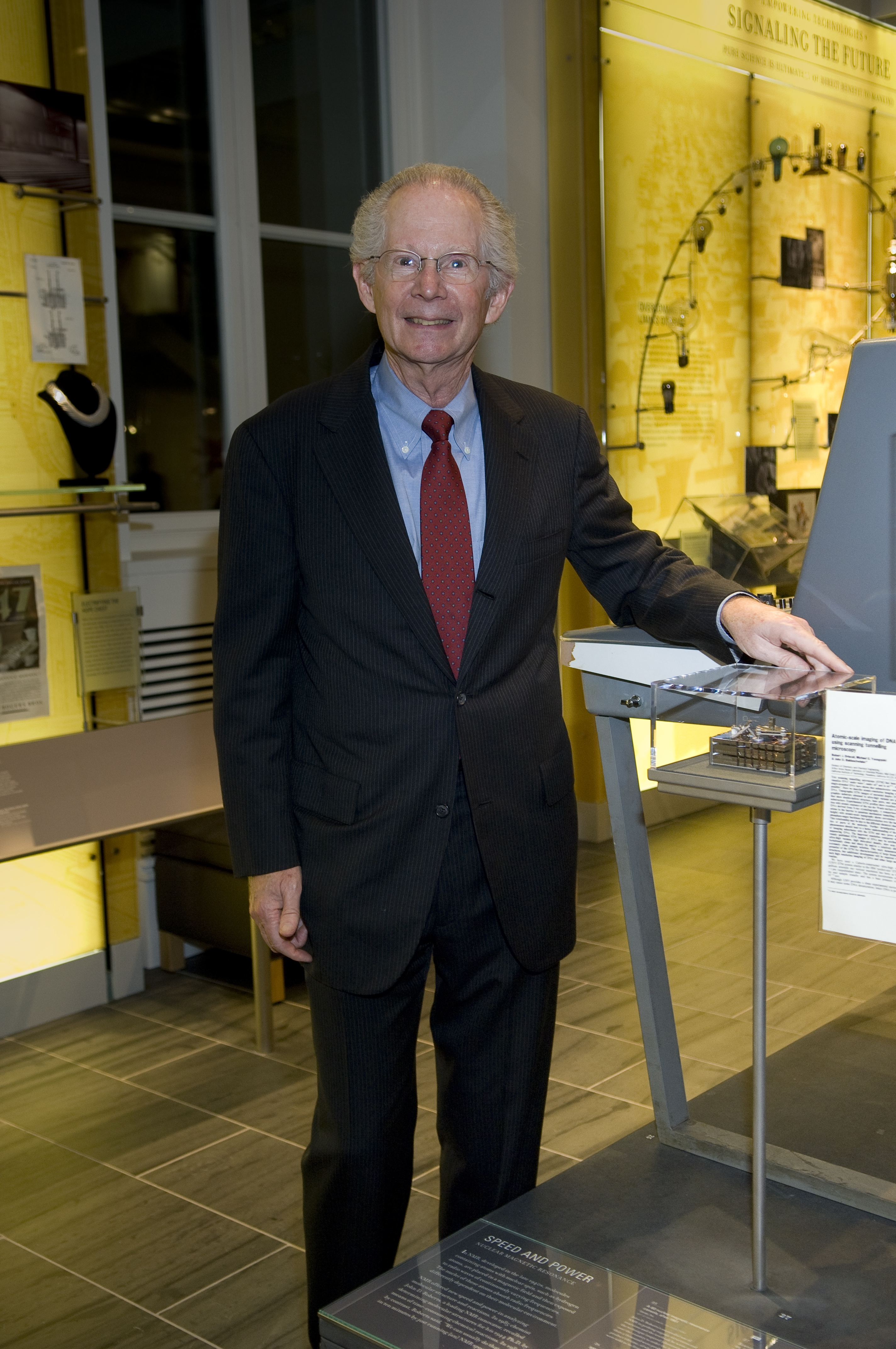
John D. Baldeschwieler, 2008

John Dickson Baldeschwieler (* 14. November 1933 in Elizabeth, New Jersey) ist ein US-amerikanischer Chemiker.
John Baldeschwieler erhielt 1956 seinen Bachelor-Abschluss als Chemieingenieur an der Cornell University und wurde 1959 an der University of California, Berkeley bei George C. Pimentel in Physikalischer Chemie promoviert. Hier begann er sich mit Infrarotspektroskopie zu befassen. 1960 wurde er Lecturer und 1962 Assistant Professor an der Harvard University, 1965 Associate Professor und 1967 Professor an der Stanford University. Zwischen 1971 und 1973 war er Deputy Director des Office of Science and Technology Policy des US-Präsidenten. Von 1973 bis zu seiner Emeritierung 1999 war er Professor am Caltech; von 1973 bis 1978 stand er der Chemiefakultät vor.
Er gründete mehrere Firmen, zuerst 1981 Vestar Inc. (später NeXstar und dann von Gilead Pharmaceuticals übernommen), dann unter anderem Combion, und er war 1999/2000 an der Gründung zweier Stiftungen beteiligt, die Unternehmensgründer aus dem Caltech unterstützen (Athenaeum Fund). Von 1972 bis 1976 war er Koordinator des gemeinsamen Komitees von USA und Sowjetunion für Zusammenarbeit bei chemischer Katalyse. Er war in verschiedenen Komitees der US-Regierung und der National Academy, zum Beispiel zu Flugsicherheit, Golfkriegssyndrom und wissenschaftlicher Terrorabwehr.
Baldeschwieler befasste sich mit der Anwendung verschiedener spektroskopischer Verfahren in der Chemie (Kernmagnetische Resonanz, Doppelresonanz-Spektroskopie, PAC-Spektroskopie, Ionenzyklotronresonanz-Spektroskopie, Overhauser Effekte).
Mit seiner Gruppe befasst er sich mit verschiedenen Raster-Mikroskopie Verfahren zur Untersuchung von Molekülen (speziell DNA) auf Oberflächen, wie Rastertunnelmikroskop (STM), Rasterkraftmikroskop (AFM) und Optisches Rasternahfeldmikroskop (NSOM, Near field scanning optical microscopy). Sie entwickelten auch ein Verfahren, große kombinatorische Arrays von DNA und allgemein von Polymeren zu erzeugen, basierend auf einer Technik ähnlich dem Tintenstrahldrucker. Er untersuchte die Verwendung von Vesikeln aus Phospholipiden bei Krebstherapie und -diagnostik.
Er ist Mitglied der National Academy of Sciences, der American Academy of Arts and Sciences (1972) und der American Philosophical Society (1979). 2000 erhielt er die National Medal of Science. Von 1962 bis 1965 war er Sloan Research Fellow. Er erhielt den ACS Award in Pure Chemistry, den Tolman Award, die William H. Nichols Medal, die Othmer Gold Medal der Chemical Heritage Foundation (2003) und den ACS Award for Creative Invention (2001).